# Kees Verkerk
Cornelis Arie Verkerk, detto Kees (Puttershoek, 28 ottobre 1942), è un ex pattinatore di velocità su ghiaccio olandese.
Ha partecipato a tre edizioni dei giochi olimpici invernali (1964, 1968 e 1972) conquistando complessivamente quattro medaglie.

## Palmarès
Olimpiadi
- 4 medaglie:
  - 1 oro (1500 m a Grenoble 1968)
  - 3 argenti (1500 m a Innsbruck 1964, 5000 m a Grenoble 1968, 10000 m a Sapporo 1972)

Mondiali - Completi
- 5 medaglie:
  - 2 ori (Göteborg 1966, Oslo 1967)
  - 3 bronzi (Deventer 1969, Oslo 1970, Göteborg 1971)

Europei
- 4 medaglie:
  - 1 oro (Lahti 1967)
  - 2 argenti (Deventer 1966, Inzell 1969)
  - 1 bronzo (Heerenveen 1971)